# Cerco de Boston
O Cerco de Boston (19 de abril de 1775 – 17 de março de 1776) consistiu na fase de abertura da Guerra da Independência dos Estados Unidos da América, na qual a milícia da Nova Inglaterra - que mais tarde faria parte do Exército Continental — cercou a cidade de Boston, para bloquear qualquer movimento da guarnição do Exército Britânico. Depois de onze meses de cerco, os colonos americanos, liderados por George Washington, forçaram os britânicos a retirar por mar.
O cerco começou no dia 19 de abril, depois das Batalhas de Lexington e Concord, quando as milícias de várias comunidades de Massachusetts cercaram Boston e bloquearam o acesso terrestre à cidade, então uma península, limitando o reabastecimento britânico a operações navais. O Congresso Continental optou por mobilizar a milícia e formar o Exército Continental, escolhendo, de forma secreta, George Washington para seu comandante-em-chefe. Em junho de 1775, os britânicos cercaram Bunker Hill e Breed's Hills, mas as baixas que sofreram foram pesadas e os ganhos insuficientes para quebrar o cerco. Durante o resto do cerco, pouca foi a acção, para além, de alguns ataques pontuais, pequenas escaramuças e fogo de atiradores. Ambos os lados tiveram que lidar com problemas de provisões e de pessoal ao longo do cerco, e ambas as partes entraram em combates navais para lutar por reabastecimentos.
Em novembro de 1775, Washington enviou um vendedor de livros, agora soldado, de 25 anos, chamado Henry Knox para trazer a artilharia pesada que tinha sido capturada no Forte Ticonderoga para Boston. Numa operação tecnicamente completa e exigente, Knox trouxe vários canhões para a região de Boston em janeiro de 1776. Em março, estas peças de artilharia foram utilizadas para fortificar Dorchester Heights, que ficava situado virado para Boston e os seus portos, ameaçando a linha de reabastecimento marítima dos britânicos. O comandante britânico, William Howe, apercebendo-se de que já não tinha capacidade para controlar a cidade, decidiu evacuar. Partiu com as suas forças, dia 17 de março (celebrado actualmente como Dia da Evacuação), para Halifax.